# Bornes Blanches
Les Bornes Blanches, appelé aussi dolmen du Marais de la Grée, est un ensemble mégalithique situé dans le Marais de  Grée, sur la commune de Saint-Herblon dans le département de la Loire-Atlantique.

## Historique
L'ensemble a été démantelé après 1837 lors du creusement des canaux du marais. Le site a été fouillé en 1924 par Georges du Plessix, l'abbé Boutin et Jacques Pohier. Selon du Plessix, l'abbé Boutin en aurait dressé un plan détaillé mais aucun compte-rendu de fouille n'est connu.

## Description
L'accès au site est difficile puisque situé en plein cœur du Marais de Grée, à l'intersection des trois ruisseaux de l'Aubinière, du Clairet et de Grée.
L'ensemble est constitué de gros blocs de grès. Selon du Plessix, il pourrait s'agir d'une allée couverte. La grande dalle du sud, qui devait à l'origine mesurer 3,50 m de long sur 2,90 m de largeur, a été fracturée en quatre morceaux, sans doute par explosion puisqu’elle comporte de nombreux trous de mines : un premier bloc mesure 2 m sur 1,15 m, un second mesure 1,58 m au plus large. La grande dalle du nord mesure encore 4,10 m sur 2,85 m. Elle repose sur un petit bloc inaccessible aux mesures. Trois autres blocs, au sud-est, ont été séparés de l'ensemble par le creusement d'un canal : deux blocs parallèles à l'est et une troisième dalle isolée de 4 m de long sur 2,10 m de large.